# 維拉·穆欣娜博物館
維拉·穆欣娜博物館是一座歷史與藝術博物館，位於克里米亞的费奥多西亚，主要是向兒童與青少年展示雕塑家維拉·穆欣娜的作品。

## 歷史
民間雕塑家維拉·穆欣娜，或稱為兒童的海景畫家畫廊博物館建築群是建立在屬於穆欣娜的房子中。穆欣娜的舊房子其中一面牆也成功地成為博物館主要的展示牆之一 ，主因是俄羅斯管理當局決定做出不完全摧毀穆欣娜之家時，新的房屋也被建造出來。其中一間緬懷維拉·穆欣娜的房間跟她的創作工作室保留了重建時期的家具與樂器。

## 博覽會
博物館主要的展覽始於20世紀前半，原作與複製品博物館都會收藏也是這間博物館的初衷，給予對蘇聯文化與政治有影響的雕塑家一個舞台來發揮博。

### 雕塑
最廣為人知的雕塑產品是工人和集体农庄女庄员，一開始在1937年巴黎展覽會首度亮相 ，该组成皇冠上的苏联馆的展览。該雕塑品是展覽會中蘇聯館的作品的優勝者。

## 博物館相片

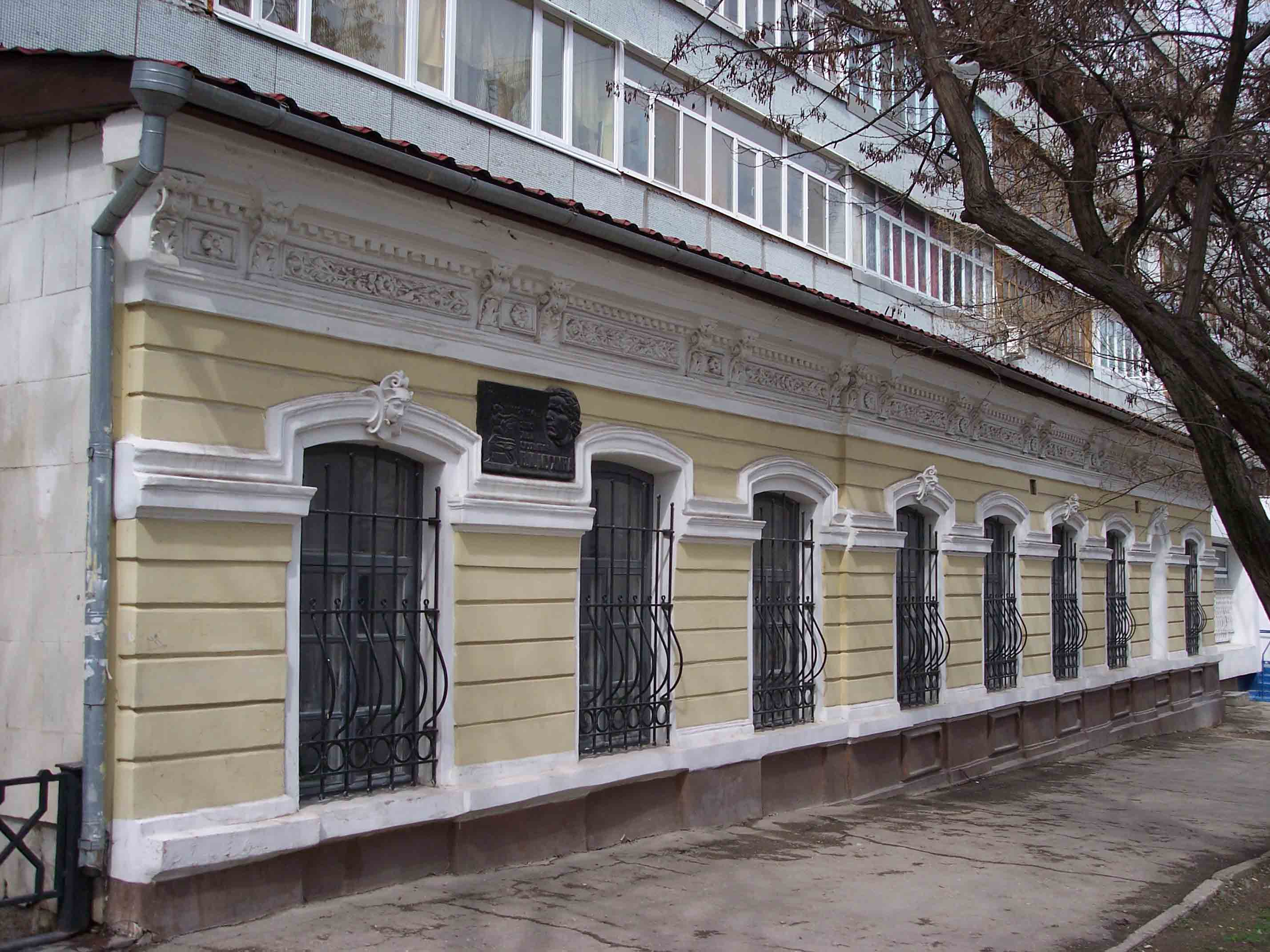
維拉·穆欣娜位於克里米亞、費奧多西亞的牆壁
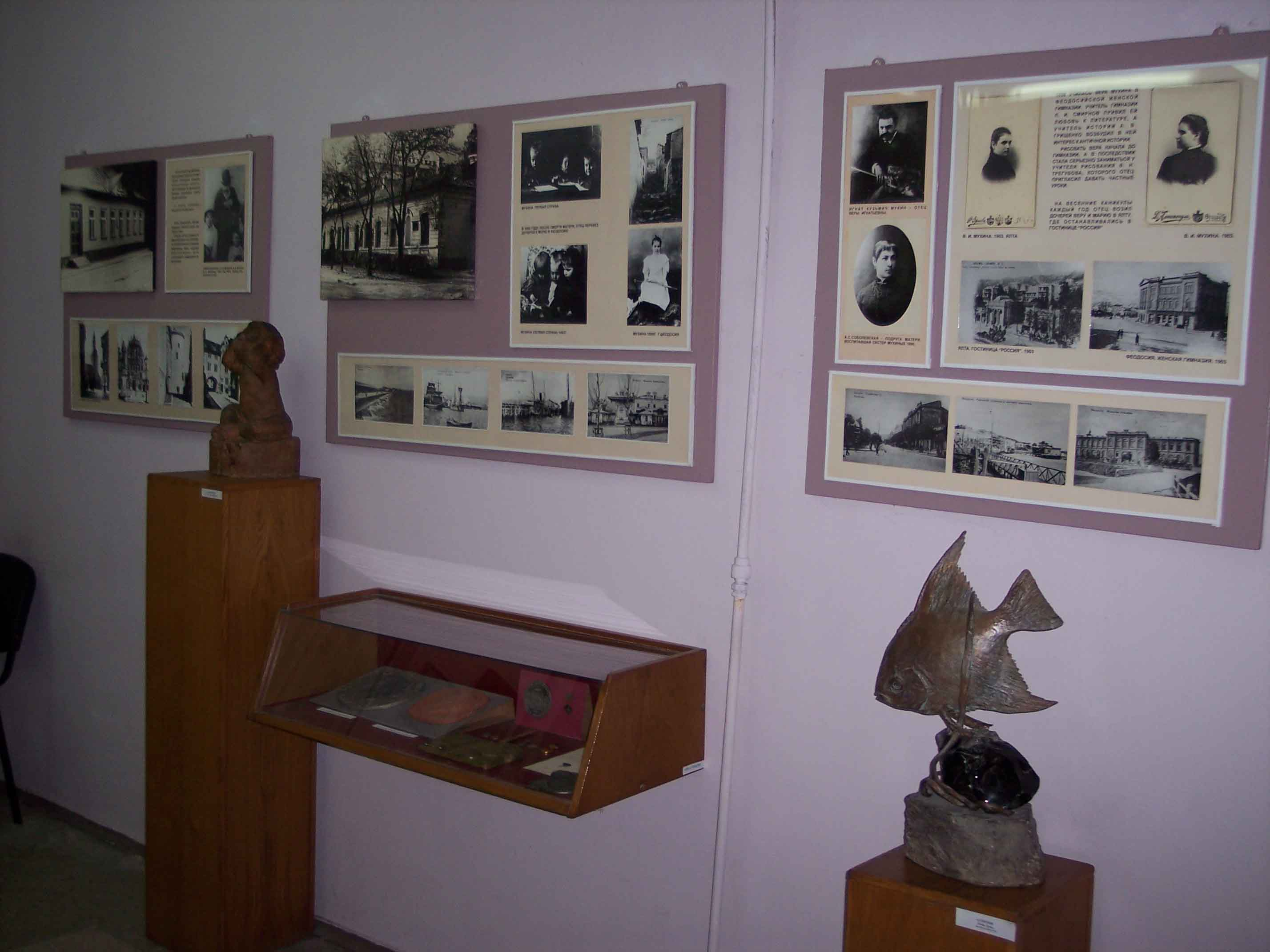
維拉·穆欣娜博物館01，克里米亞、費奧多西亞
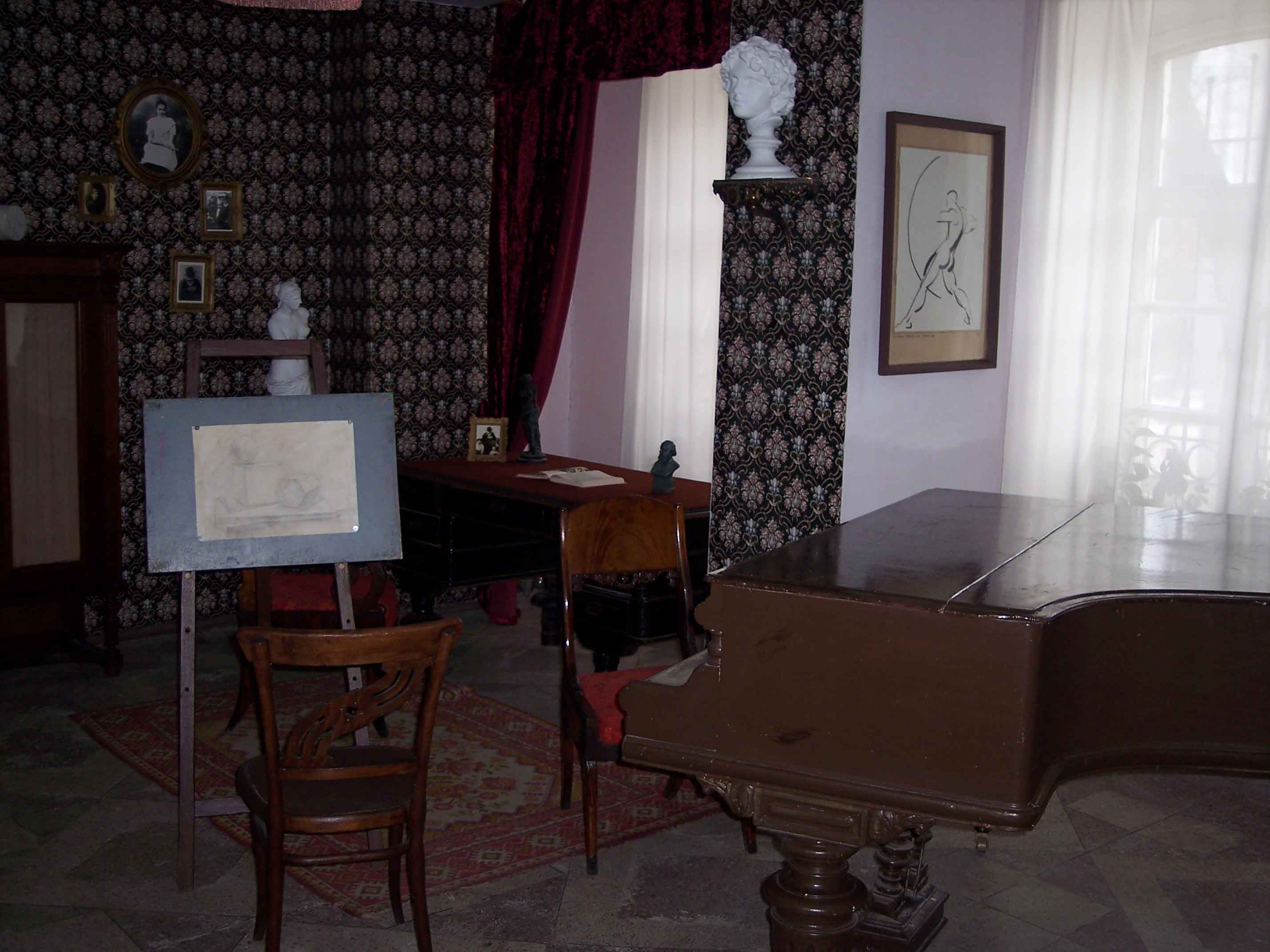
維拉·穆欣娜博物館02，克里米亞、費奧多西亞
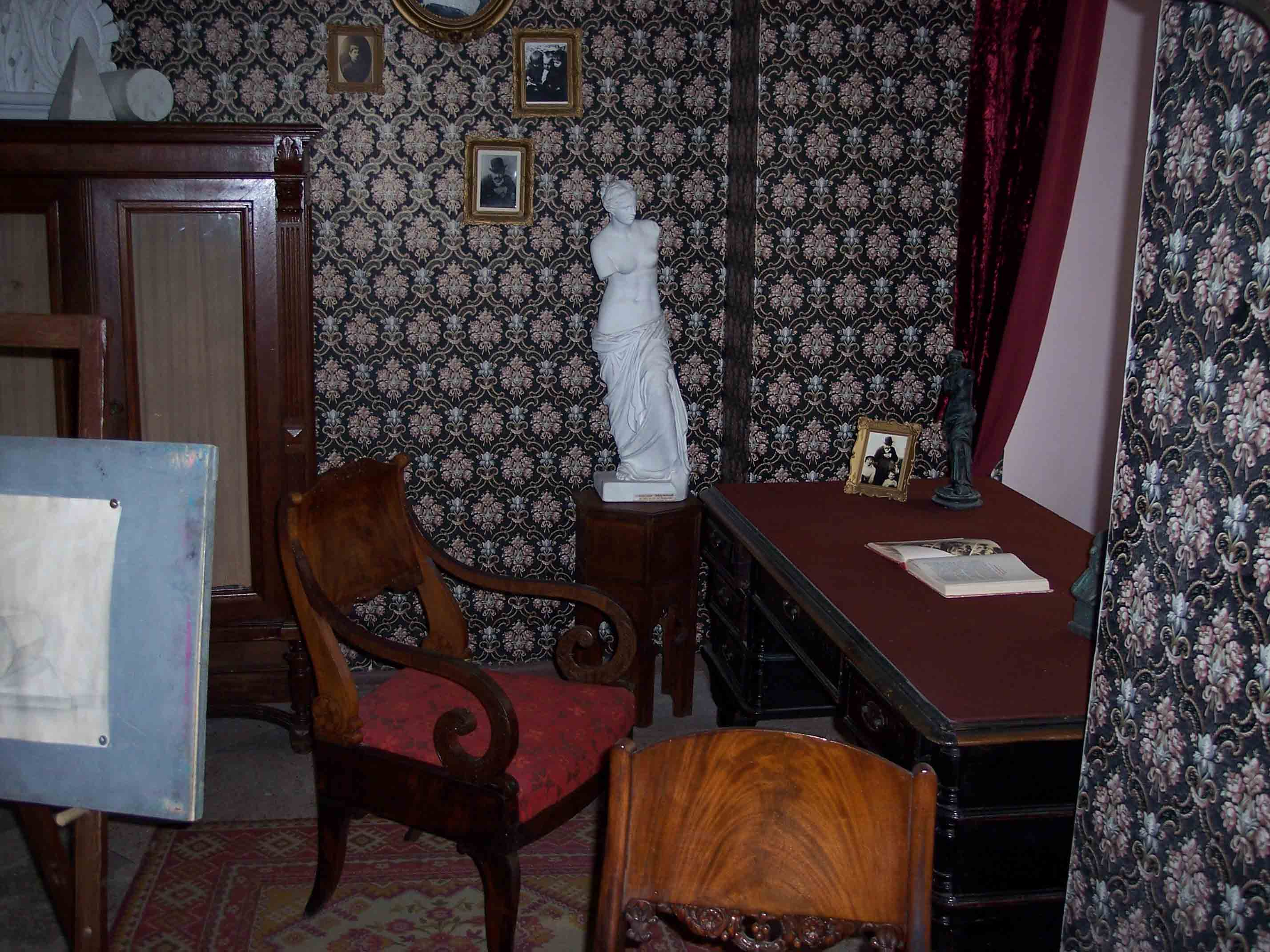
維拉·穆欣娜博物館03，克里米亞、費奧多西亞
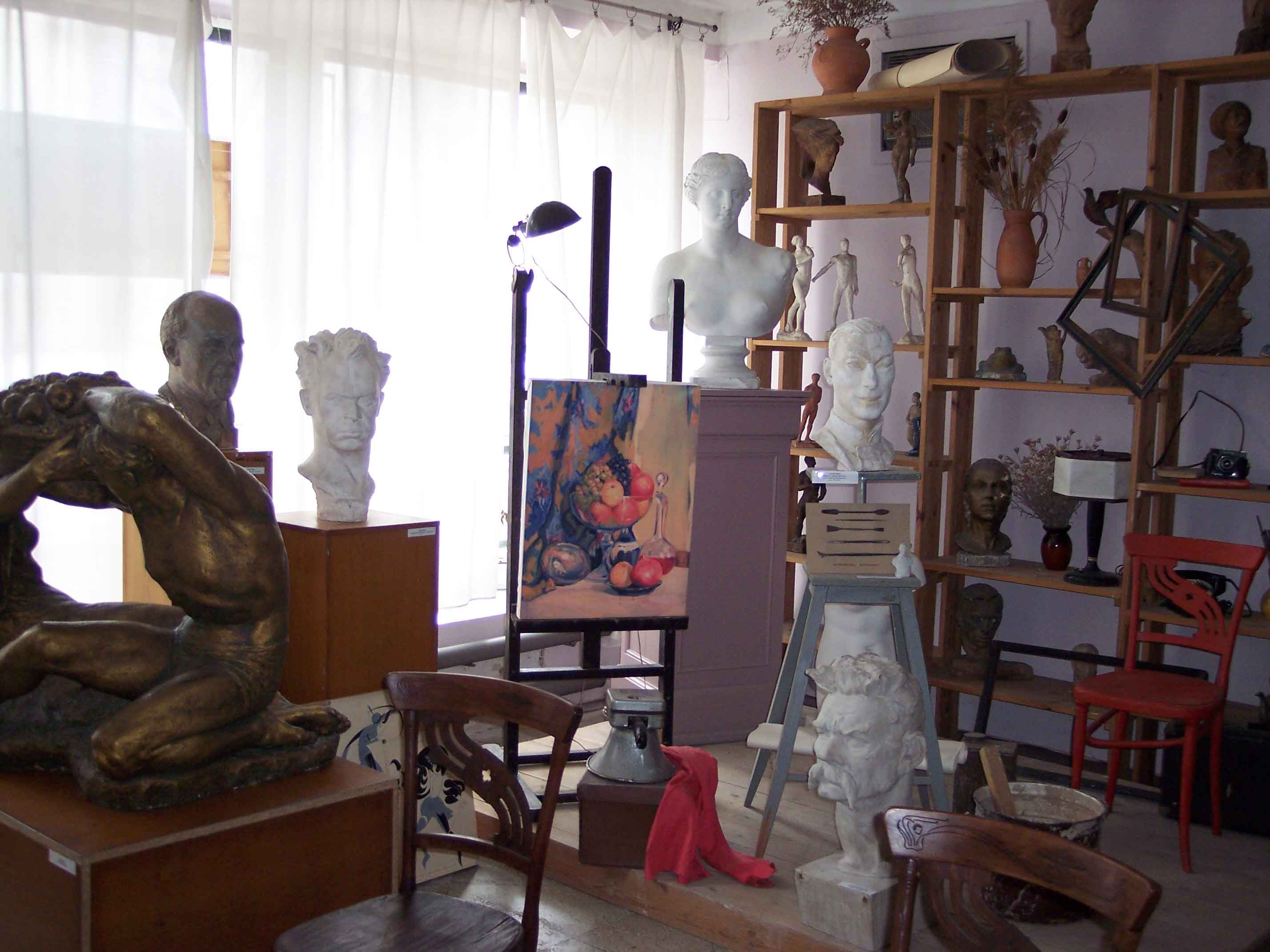
維拉·穆欣娜博物館04，克里米亞、費奧多西亞
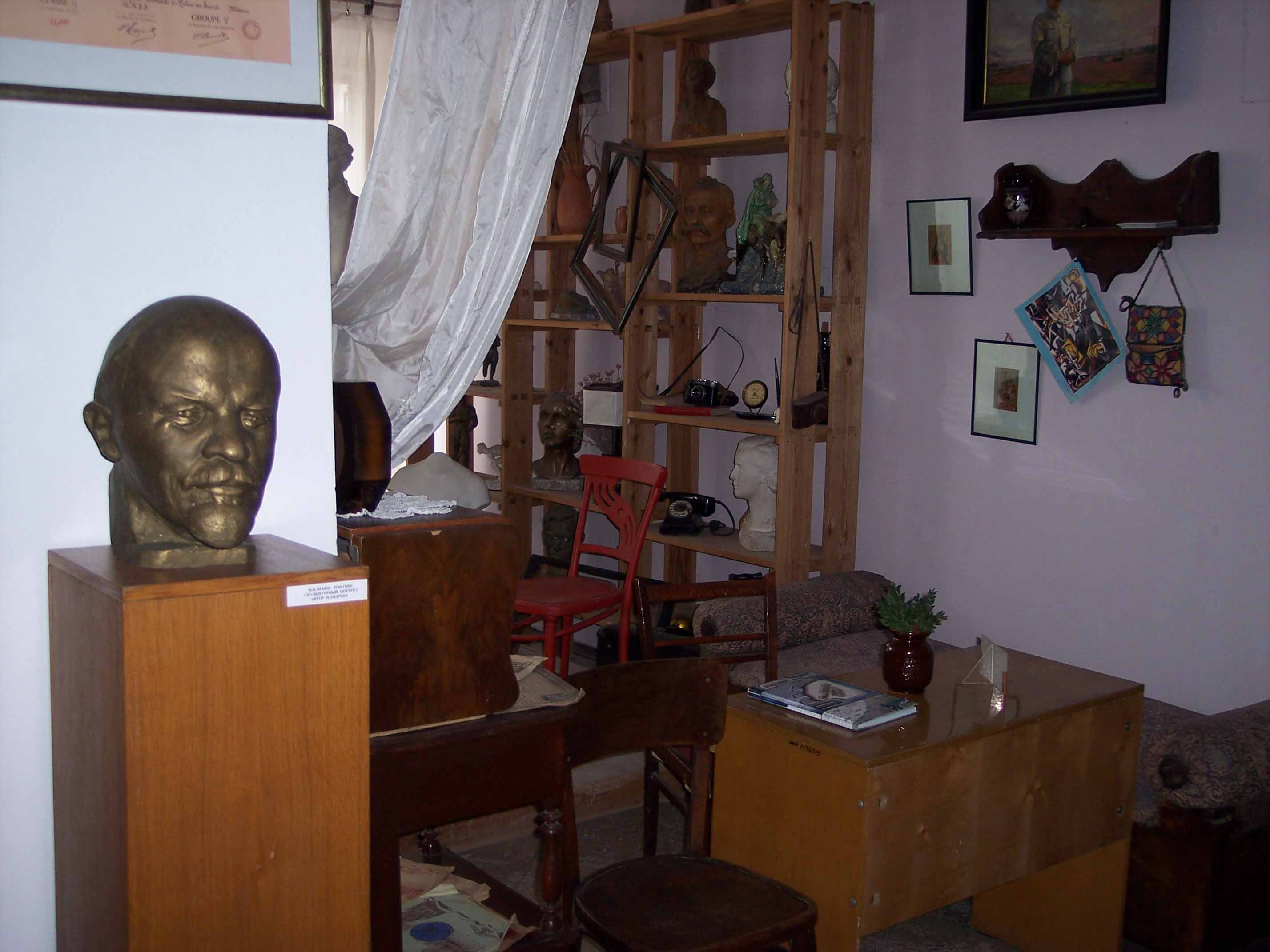
維拉·穆欣娜博物館05，克里米亞、費奧多西亞

## 延伸閱讀
- 維拉·穆欣娜 蘇聯人民藝術家 — М.-L.: Iskusstvo, 1944. — 16, [6] h. — (Маssovaiya biblioteka). — 15 000 cop. (cover) （俄文）
- 維拉·穆欣娜 蘇聯人民藝術家 — М.: Obrazotvorcheskoe isskustvo, 1989. — 336 p. — 18 500 cop. — ISBN 5-85200-078-7 (supercover) （俄文）

## 外部連結
- Tomb of V. I. 維拉·穆欣娜的公墓 （俄文）
- «時代», № 268, 19.11.1998[永久] （俄文）
- «工人和集体农庄女庄员». — М.: the Moscow worker, 1990. — 80, 16 p. -(Biography of the Moscow monument). — 45 000 cop. （俄文）